# Pie Aeronefs
 (juillet 2021).
La mise en forme du texte ne suit pas les recommandations de Wikipédia : il faut le « wikifier ».
Les points d'amélioration suivants sont les cas les plus fréquents. Le détail des points à revoir est peut-être précisé sur la page de discussion.
- Les titres sont pré-formatés par le logiciel. Ils ne sont ni en capitales, ni en gras.
- Le texte ne doit pas être écrit en capitales (les noms de famille non plus), ni en gras, ni en italique, ni en « petit »…
- Le gras n'est utilisé que pour surligner le titre de l'article dans l'introduction, une seule fois.
- L'italique est rarement utilisé : mots en langue étrangère, titres d'œuvres, noms de bateaux, etc.
- Les citations ne sont pas en italique mais en corps de texte normal. Elles sont entourées par des guillemets français : « et ».
- Les listes à puces sont à éviter, des paragraphes rédigés étant largement préférés. Les tableaux sont à réserver à la présentation de données structurées (résultats, etc.).
- Les appels de note de bas de page (petits chiffres en exposant, introduits par l'outil «  Source ») sont à placer entre la fin de phrase et le point final[comme ça].
- Les liens internes (vers d'autres articles de Wikipédia) sont à choisir avec parcimonie. Créez des liens vers des articles approfondissant le sujet. Les termes génériques sans rapport avec le sujet sont à éviter, ainsi que les répétitions de liens vers un même terme.
- Les liens externes sont à placer uniquement dans une section « Liens externes », à la fin de l'article. Ces liens sont à choisir avec parcimonie suivant les règles définies. Si un lien sert de source à l'article, son insertion dans le texte est à faire par les notes de bas de page.
- La présentation des références doit suivre les conventions bibliographiques. Il est recommandé d'utiliser les modèles {{Ouvrage}}, {{Chapitre}}, {{Article}}, {{Lien web}} et/ou {{Bibliographie}}. Le mode d'édition visuel peut mettre en forme automatiquement les références.
- Insérer une infobox (cadre d'informations à droite) n'est pas obligatoire pour parachever la mise en page.

Pour une aide détaillée, merci de consulter Aide:Wikification.
Si vous pensez que ces points ont été résolus, vous pouvez retirer ce bandeau et améliorer la mise en forme d'un autre article.
Pie Aeronefs SA est une manufacture suisse d'avions électriques établie dans le Canton de Vaud. Son histoire débute par la conception et la construction d'un premier avion de course suisse 100% électrique : l'UR-1,.
Cet avion de course participera de 2022 à 2025 au championnat du monde Air Race E avec le nom d'équipe "Team Pie Aeronefs". Son but est de prouver qu'une propulsion électrique n'est pas seulement viable mais réellement efficace et performante. 
À la suite de ce projet, Pie Aeronefs SA envisage le développement et la certification d'un avion électrique léger de 4 places équipé de la propulsion électrique distribuée (en),.

## Histoire
Pie Aeronefs SA est fondée en mars 2020 à Saint-Prex par Marc Umbricht, pilote professionnel et ingénieur. En août de la même année, elle intègre ses locaux à La Sarraz et entreprend la construction de son premier avion, l'UR-1. Le premier vol est annoncé pour la fin de l'année 2021,.
Depuis sa fondation, l'entreprise a recruté plus d'une douzaine d'employés, tous provenant de diverses origines et de corps de métiers différents, notamment le naval.

## Avions

### UR-1

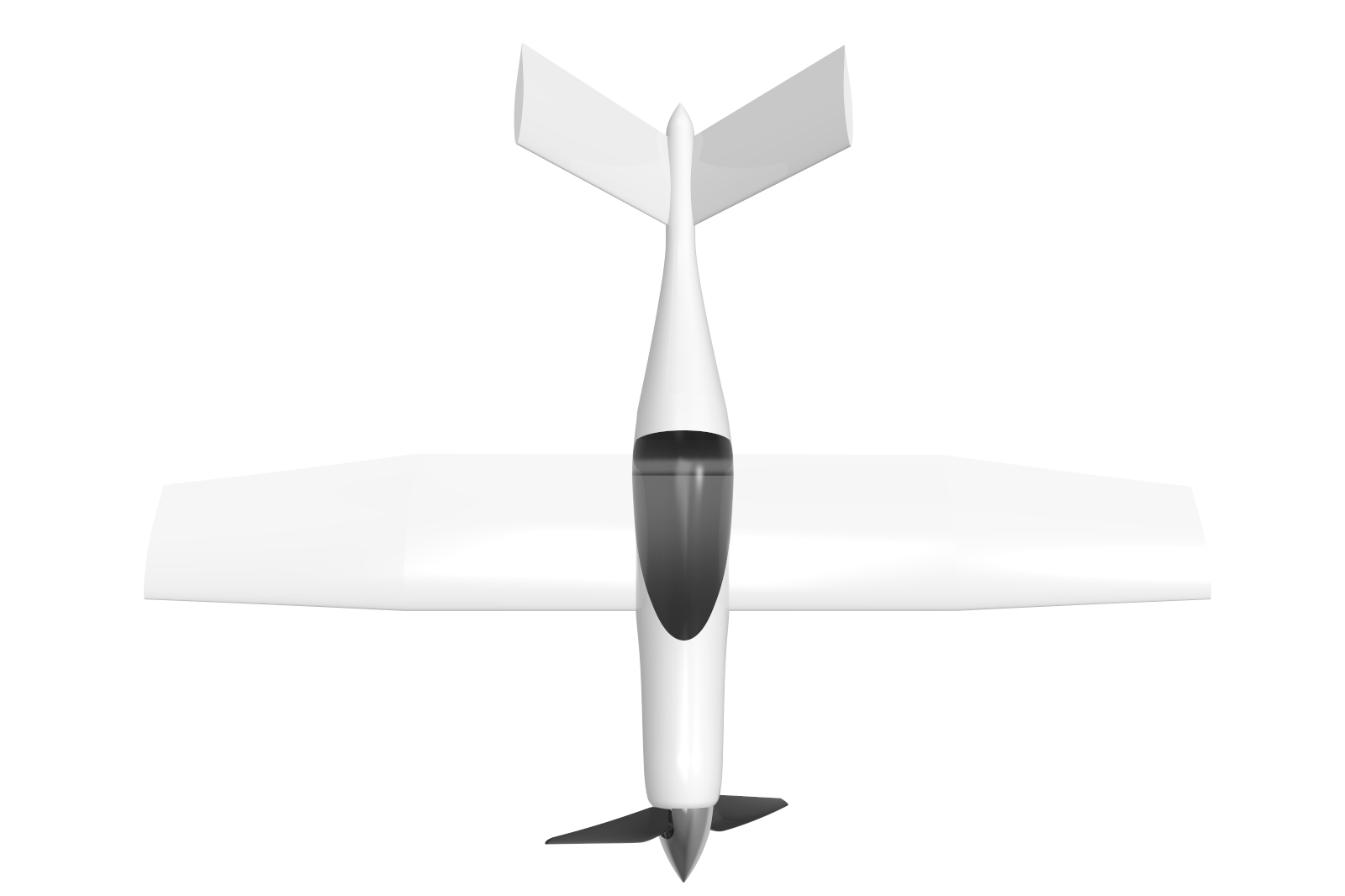
Rendu 3D de l'avion de course électrique UR-1

L'UR-1 est un monoplace d'environ 400kg en fibre de carbone. Équipé d'un moteur électrique EMRAX de 150kW, il est destiné à atteindre plus de 300 noeuds (550 km/h). Ses batteries sont situées dans les ailes ce qui offre à l'avion un meilleur centrage de la masse et une meilleure répartition de la charge. 
Cependant, le placement des batteries dans les ailes est problématique. Il faut, en effet, que l'aile soit assez rigide pour ne pas risquer d'endommager une batterie lors de déformation élastique, ce qui pourrait créer un feu. Comme sécurité supplémentaire, l'aile disposera d'un système anti-feu innovant sur-mesure et adapté.
Le premier vol de l'avion est annoncé pour fin 2021, soit un peu plus d'une année après le début de sa construction,.
La spécificité de l'UR-1 réside dans le fait qu'il soit un prototype unique et développé spécialement pour le championnat Air Race E. Il est prévu que l'avion participe au championnat de 2022 à 2025.

#### Caractéristiques techniques
| Longueur                     | 4.7 m                                           |
| Envergure                    | 6.6 m                                           |
| Masse maximale               | 400 kg                                          |
| Vitesse maximale             | 320 noeuds (590 km/h)                           |
| Motorisation                 | Moteur électrique EMRAX 348                     |
| Puissance                    | 150 kW (203 CV)                                 |
| Autonomie                    | 13.8 kWh (4 min puissance max + 15 min réserve) |
| Batteries                    | Lithium-ion polymère : 12 unités à 1.15 kWh     |
| Résistance aux accélérations | ± 8 g                                           |

### Projets futurs
À la suite de l'UR-1, l'entreprise souhaite travailler intensivement sur la propulsion électrique distribuée (en), à savoir une propulsion produite par l'installation de nombreux moteurs le long des ailes. Ce type de propulsion créer un surplus de portance lors des phases de décollage et d'atterrissage et permet ainsi à un avion lourd d'utiliser des pistes courtes.

#### UR-2
L'UR-2 fera suite à l'UR-1. Il sera un avion expérimental de recherche tout-électrique afin de tester et de développer la propulsion électrique distribuée. Il permettra à Pie Aeronefs SA d'acquérir de l'expérience sur ce type de propulsion.

#### UG-3
L'UG-3 sera un avion de tourisme 100% électrique 4 places certifié et disponible à la vente. Équipé de la propulsion électrique distribuée, il est destiné à voler pendant 4 à 5 heures à une vitesse d'environ 120 nœuds. Grâce à une propulsion électrique, son coût d'opération est estimé à être largement plus bas qu'un avion à moteur à combustion,.